# Lipinia vassilievi
Lipinia vassilievi — вид сцинкоподібних ящірок родини сцинкових (Scincidae). Ендемік В'єтнаму. Описаний у 2019 році.

## Поширення і екологія
Lipinia vassilievi відомі з типової місцевості, розташованої в Національному парку Чо Мом Рей в провінції Контум, на висоті 810 м над рівнем моря. Вони живуть у вологих гірських тропічних лісах.